# Lee Isaac Chung
Pour les articles homonymes, voir Chung.
Lee Isaac Chung, né le 19 octobre 1978 à Denver (Colorado), est un réalisateur et scénariste coréano-américain.

## Biographie
Lee Isaac Chung, dont la famille vient de Corée du Sud, naît le 19 octobre 1978 à Denver, Colorado et grandi dans une petite ferme dans la ville rurale de Lincoln, dans l'Arkansas.
Il fréquente l'Université Yale où il étudie la biologie. À Yale, il découvre le cinéma mondial dans sa dernière année et abandonne ses plans de s'inscrire dans une école de médecine pour poursuivre dans le cinéma.

## Carrière
Son premier long métrage, Munyurangabo (2007) est en sélection officielle au Festival de Cannes 2007. Premier long métrage narratif en langue kinyarwanda, le film était en sélection officielle au Festival de Cannes, au Festival de Berlin, au Festival international du film de Toronto et au Festival international du film de Busan. Le critique américain Roger Ebert écrit "dans chaque image, un film beau et puissant - un chef-d'œuvre". Pour le film, Chung a été nommé pour un Independent Spirit Award et le Breakthrough Director Award aux Gotham Awards.
Il a également réalisé les longs métrages Lucky Life (2010) et Abigail Harm (2012).
En 2019, il tourne le film semi-autobiographique Minari, nommé à plusieurs reprises pour les Oscars, et qui permet à l'actrice Youn Yuh-jung de remporter l'Oscar de la meilleure actrice dans un second rôle.
En juillet 2025, il est annoncé qu'il va réaliser une préquelle de la saga Ocean's.

## Filmographie

### Réalisateur

#### Cinéma
- 2004 : Highway (court métrage)
- 2005 : Sex and Coffee (court métrage)
- 2005 : Los coyotes (court métrage)
- 2007 : Munyurangabo
- 2010 : Lucky Life
- 2012 : Abigail Harm
- 2015 : I Have Seen My Last Born (documentaire, co-réalisateur)
- 2020 : Minari
- 2024 : Twisters

#### Télévision
- 2023 : The Mandalorian (saison 3, épisode 3)
- 2025 : Skeleton Crew (épisode 7)

### Scénariste
- 2004 : Highway (court métrage)
- 2005 : Sex and Coffee
- 2005 : Los coyotes
- 2007 : Munyurangabo
- 2010 : Lucky Life
- 2012 : Abigail Harm (en)
- 2020 : Minari

### Directeur de la photographie
- 2004 : Highway (court métrage)
- 2005 : Sex and Coffee (court métrage)
- 2005 : Los coyotes (court métrage)
- 2007 : Munyurangabo
- 2009 : Remnance de Samuel Gray Anderson (court métrage)
- 2012 : Abigail Harm (en)
- 2015 : I Have Seen My Last Born (documentaire)

### Producteur
- 2005 : Sex and Coffee (court métrage)
- 2007 : Munyurangabo
- 2010 : Lucky Life
- 2012 : Abigail Harm (en)
- 2015 : I Have Seen My Last Born (documentaire)
- 2019 : Master of Divinity d'Eugene Suen (court métrage)

### Récompenses et nominations

#### Récompenses
- 2007 : American Film Institute : Grand Prix pour Munyurangabo
- 2007 : Festival international du film d'Amiens : SIGNIS Award pour Munyurangabo
- 2008 : AFI Fest : Grand Prix du jury pour Munyurangabo
- 2008 : Festival du film de Sarasota : Meilleur film pour Munyurangabo
- 2008 : Mexico City International Contemporary Film Festival (en) : Meilleur premier film pour Munyurangabo
- 2013 : Los Angeles Asian Pacific Film Festival :  Grand prix du jury et Prix spécial du jury pour Abigail Harm (en)
- 2020 : Festival du film de Sundance : Prix du public et Grand prix du jury pour Minari
- 2020 : Florida Film Critics Circle : Meilleur scénario pour Minari
- 2020 : Middleburg Film Festival (en) : Prix du public pour Minari
- 2020 : Denver International Film Festival (en) : Prix du public pour Minari
- 2020 : Heartland International Film Festival (en) : Prix du public et Jimmy Stewart Legacy Award pour Minari
- 2020 : Capri Hollywood International Film Festival (en) : Capri du meilleur scénario original pour Minari
- 2021 : National Board of Review : Meilleur scénario original pour Minari
- 2021 : San Diego Film Critics Society : Meilleur scénario original pour Minari
- 2021 : Festival International du film de Santa Barbara : Meilleur réalisateur de l'année pour Minari
- 2021 : Southeastern Film Critics Association : Meilleur scénario original pour Minari
- 2021 : Toronto Film Critics Association : Meilleur scénario original pour Minari
- 2021 : Austin Film Critics Association : Meilleur réalisateur et Meilleur scénario original pour Minari
- 2021 : Festival international du film de Dublin : Meilleur scénario pour Minari
- 2021 : Detroit Film Critics Society : Meilleur scénario original pour Minari
- 2021 : Black Film Critics Circle : Meilleur scénario original pour Minari
- 2021 : Seattle Film Critics Society : Meilleur film en langue non anglaise pour Minari
- 2021 : North Carolina Film Critics Association : Meilleur scénario pour Minari
- 2021 : San Francisco Bay Area Film Critics Circle : Meilleur scénario original pour Minari
- 2021 : Yale in Hollywood Fest : Meilleur réalisateur visionnaire de l'année
- 2021 : Gold List : Meilleur scénario original pour Minari

#### Nominations
- 2007 : Festival de Cannes : Prix Un certain regard et Caméra d'or pour Munyurangabo
- 2008 : Film Independent's Spirit Awards : Prix de la personne à regarder pour Munyurangabo
- 2008 : Gotham Awards : Meilleure révélation de l'année (réalisateur) pour Munyurangabo
- 2009 : Indiewire Critics' Poll (en) : Meilleur premier film pour Munyurangabo
- 2010 : Festival International du film de Bratislava : Grand Prix pour Lucky Life
- 2010 : Festival du film de Tribeca : Meilleur film pour Lucky Life
- 2013 : CAAMFest : Meilleur film pour Abigail Harm (en)
- 2015 : Los Angeles Asian Pacific Film Festival : Meilleur film documentaire pour I Have Seen My Last Born
- 2020 : Chicago Film Critics Association Awards : Réalisateur le plus prometteur pour Minari
- 2020 : Florida Film Critics Circle : Meilleur réalisateur pour Minari
- 2020 : Festival international du film de Valladolid : Espiga de Oro pour Minari
- 2020 : Sunset Film Circle Awards : Meilleur réalisateur et Meilleur scénario pour Minari
- 2021 : Oscars : Meilleur réalisateur et Meilleur scénario original pour Minari
- 2021 : BAFTA Awards : BAFTA du meilleur film en langue étrangère et BAFTA du meilleur réalisateur pour Minari
- 2021 : Critic's Choice Movie Awards : Meilleur réalisateur et Meilleur scénario original pour Minari
- 2021 : Directors Guild of America Awards du meilleur réalisateur de film pour Minari
- 2021 : Satellite Awards : Meilleur réalisateur et Meilleur scénario original pour Minari
- 2021 : NAACP Image Awards : Meilleur scénariste dans un film pour Minari
- 2021 : Film Independent's Spirit Awards : Meilleur réalisateur et Meilleur scénario pour Minari
- 2021 : Online Film Critics Society : Meilleur scénario original pour Minari
- 2021 : Toronto Film Critics Association : Meilleur réalisateur pour Minari
- 2021 : Austin Film Critics Association : Révélation de l'année pour Minari
- 2021 : Washington DC Area Film Critics Association : Meilleur réalisateur et Meilleur scénario pour Minari
- 2021 : North Texas Film Critics Association : Meilleur réalisateur pour Minari
- 2021 : St. Louis Film Critics Association : Meilleur réalisateur et Meilleur scénario original pour Minari
- 2021 : Detroit Film Critics Society : Meilleur réalisateur pour Minari
- 2021 : Indiana Film Journalists Association : Meilleur réalisateur et Meilleur scénario original pour Minari
- 2021 : Dublin Film Critics' Circle : Meilleur scénario pour Minari
- 2021 : Denver Film Critics Society : Meilleur réalisateur et Meilleur scénario original pour Minari
- 2021 : Utah Film Critics Association : Meilleur réalisateur pour Minari
- 2021 : Houston Film Critics Society : Meilleur réalisateur et Meilleur scénario pour Minari
- 2021 : Online Film and Television Association : Meilleur réalisateur et Meilleur scénario original pour Minari
- 2021 : Gold Derby Awards : Meilleur réalisateur et Meilleur scénario pour Minari
- 2021 : Hollywood Creative Alliance : Meilleur réalisateur et Meilleur scénario pour Minari
- 2021 : Seattle Film Critics Society : Meilleur réalisateur pour Minari
- 2021 : Music City Film Critics' Association : Meilleur scénario pour Minari
- 2021 : Phoenix Critics Circle : Meilleur réalisateur et Meilleur scénario pour Minari
- 2021 : Indiewire Critics' Poll : Meilleur réalisateur et Meilleur scénario pour Minari
- 2021 : International Online Cinema Awards : Meilleur scénario original pour Minari
- 2021 : Georgia Film Critics Association (en) : Meilleur scénario original pour Minari
- 2021 : GALECA: The Society of LGBTQ Entertainment Critics : Meilleur réalisateur de l'année et Meilleur scénario de l'année pour Minari
- 2021 : Latino Entertainment Journalists Association Film : Meilleur réalisateur, Meilleur film international et Meilleur scénario pour Minari
- 2021 : Online Association of Female Film Critics : Meilleur réalisateur et Meilleur scénario pour Minari
- 2021 : Greater Western New York Film Critics Association : Meilleur scénario original pour Minari
- 2021 : DiscussingFilm Critic Awards : Meilleur réalisateur et Meilleur scénario original pour Minari
- 2021 : Columbus Film Critics Association : Meilleur réalisateur et Meilleur scénario original pour Minari
- 2021 : San Francisco Bay Area Film Critics Circle : Meilleur réalisateur pour Minari
- 2021 : Bruin Film Society Awards : Meilleur réalisateur et Meilleur scénario pour Minari
- 2021 : Gold List : Meilleur réalisateur pour Minari
- 2021 : Minnesota Film Critics Alliance Awards : Meilleur réalisateur et Meilleur scénario pour Minari
- 2022 : Bodil Award : Meilleur film américain pour Minari
- 2022 : Roberts : Meilleur en film en langue non anglaise pour Minari
- 2022 : Cinema Writers Circle Awards : Meilleur film étranger pour Minari
- 2024 : Astra Television Awards : Meilleure réalisation dans une série télévisée dramatique pour The Mandalorian